# Julio Leonardo Villafañe
Julio Leonardo Villafañe (García Fernández, Leales, Tucumán, 20 de septiembre de 1949 - San Miguel de Tucumán, Tucumán, 7 de marzo de 2018) fue un futbolista argentino que jugaba como delantero.

## Trayectoria

### Atlético Tucumán
Villafañe debutó en Atlético Tucumán en el año 1968. En su primer año fue subcampeón del campeonato tucumano, pero luego ganó el torneo selección y clasificó a la Copa Argentina. En 1972 se coronó campeón de la Liga Tucumana, cortando una racha negativa del club y se ganó la clasificación al Nacional 1973.Al año siguiente se consagró bicampeón tucumano y clasificó al Nacional 1974. En el año 1975 se consagró campeón de la Liga Tucumana y avanzó a la fase final del Nacional 1975.
Villafañe marcó 60 goles en 109 partidos con la camiseta de Atlético Tucumán.

## Clubes
| Club             | País      |
| ---------------- | --------- |
| Atlético Tucumán | Argentina |

## Palmarés
| Título        | Equipo           | País      | Año  |
| ------------- | ---------------- | --------- | ---- |
| Liga Tucumana | Atlético Tucumán | Argentina | 1972 |
| Liga Tucumana | Atlético Tucumán | Argentina | 1973 |
| Liga Tucumana | Atlético Tucumán | Argentina | 1975 |